# Ma paisible vallée
Pour plus de détails, voir Fiche technique et Distribution.
Ma paisible vallée, également connu sous le titre Il n'est jamais trop tard (Du mein stilles Tal), est un film allemand réalisé par Leonard Steckel (de) sorti en 1955.
Il s'agit de l'adaptation de la nouvelle Schweigepflicht de Jacques Companéez, qui signe l'adaptation.

## Synopsis
Au générique du film, on entend le Heimatlied Im schönsten Wiesengrunde, dont le premier vers est Dich mein stilles Tal.
Nikky von Breithagen, fille d'Elisabeth et Gert Breithagen, se marie aujourd'hui. Nikki n'est pas la fille de Gert ; seule la mère et trois personnes le savent. Elles sont liées par leur secret. Nikky est heureuse parce qu'elle aime son futur mari du fond de son cœur autant qu'il l'aime. Toutes les connaissances et les parents expriment leurs félicitations et souhaitent au jeune couple un « mariage heureux comme leurs parents les conduisent » - c'est l'acceptation de tous les présents. Seul le médecin d'Elisabeth, un ami proche de la famille, soupçonne ce à quoi Elisabeth doit penser en ce moment et ce dont elle se souvient.
Il y a vingt ans, Elisabeth épouse Gert von Breithagen, un homme éblouissant, très respecté et riche. Gert aime la jeune femme. Elisabeth est indécise et plus en faveur des souhaits de ses parents, qui voient Gert comme le mari idéal pour sa fille. Mais juste avant son mariage, la jeune femme rencontre l'homme dont elle tombe amoureuse immédiatement et inconditionnellement. Pour lui, ce n'es probablement qu'une petite escapade et il disparaît aussi vite qu'il est apparu dans la vie d'Elisabeth et ne laisse rien de lui. Quand Elizabeth s'évanouit le jour de son mariage et que le docteur l'examine, elle est désespérée de se découvrir enceinte. En larmes, Elisabeth avoue à son médecin, tenu par le secret, que Gert n'est pas le père de son enfant, mais certainement Erik Linden. Elle n'a pas non plus le courage d'admettre la vérité à son futur mari et l'épouse dans la connaissance de son mensonge. Gert n'a jamais remis en question le fait d'être le père de Nikki. La relation entre père et fille aurait pu ne pas être aussi bonne.
Des années après, Elisabeth rencontre de nouveau l'homme, pour qui elle a des sentiments. Erik, maintenant un pianiste de concert respecté, est maintenant sûr qu'Elisabeth est la femme de sa vie et veut désespérément qu'elle commence une nouvelle vie avec lui. À cette époque, Elisabeth a une conversation avec son prêtre et lui avoue le secret. Le prêtre est lui aussi lié par la confession. Finalement Elisabeth décide de rester avec son mari et sa fille. Le mystère du vrai père de Nikki n'a pas encore été révélé à son mari.
Ironiquement, le jour du mariage de Nikki, Gert von Breithagen succombe au charme d'une amie de Nikki. Rita, qui flatte l'intérêt de l'homme mûr, fait tout pour le conquérir. Mais Gert, qui a toujours senti qu'il y avait quelque chose entre lui et Elisabeth, se sent aimé et heureux de la tendresse qu'il éprouve à travers Rita. Gert pense même à divorcer. Quand lui et son avocat, Me Zöller, parle de cela, il a des réserves considérables et prévient que la principale préoccupation de Rita est son statut social et son argent. Il suggère à Gert de mettre Rita à l'épreuve, et en fait la jeune femme succombe. L'ami de Gert ne dit rien à Elisabeth en raison du secret professionnel.
Elisabeth est une femme intelligente et remarque que son mari s'est éloigné d'elle de plus en plus et en cette période difficile, elle se rend compte que c'est l'amour qui la relie à Gert. Une réalisation la fait aborder son mari d'une nouvelle manière. Mais son secret à elle ne lui permet pas de réagir dans un premier temps. Mais maintenant elle peut vivre avec la situation sans se quereller avec le destin.

## Fiche technique
- Titre français : Ma paisible vallée ou Il n'est jamais trop tard[1]
- Titre original allemand : Du mein stilles Tal
- Réalisation : Leonard Steckel (de)
- Scénario : Jacques Companéez
- Musique : Georg Haentzschel
- Direction artistique : Albrecht Hennings, Rolf Zehetbauer
- Photographie : Igor Oberberg
- Son : Erwin Schänzle
- Montage : Kurt Zeunert
- Production : Artur Brauner
- Sociétés de production : CCC-Film
- Société de distribution : Gloria
- Pays de production :  Allemagne de l'Ouest
- Langue : allemand
- Format : Couleur - 1,37:1 - Mono - 35 mm
- Genre : Drame
- Durée : 93 minutes
- Dates de sortie :
  - Allemagne de l'Ouest : 23 septembre 1955.
  - France : 14 novembre 1956[1].

## Distribution
- Winnie Markus : Elisabeth von Breithagen
- Curd Jürgens : Gert von Breithagen
- Bernhard Wicki : Erik Linden
- Ingeborg Schöner : Nikky von Breithagen
- Siegfried Schürenberg : M. Widmeier
- Käte Alving (de) : Mme Widmeier
- Willy Eichberger : Halbenstein
- Siegfried Breuer jr. : Fred Halbenstein
- Paul Hörbiger : Kramer
- Ingrid Lutz (de) : Annemarie Kramer
- Leonard Steckel (de) : Le médecin
- Hans Leibelt : Le prêtre
- Ernst Schröder : Me Zöller
- Nadja Regin : Rita Gorell
- Peter W. Staub (de) : Mikeletti
- Kurt Pratsch-Kaufmann : Heinrich
- Jutta Gebbers : Ilsa Halbenstein
- Marina Ried (de) : Maria Lana
- Alexa von Porembsky : La serveuse

## Source de la traduction
- (de) Cet article est partiellement ou en totalité issu de l’article de Wikipédia en allemand intitulé « Du mein stilles Tal » (voir la liste des auteurs).